# Justitiarius
Justitiarius är en juridisk ämbetstitel. 
Justitiarius är latin och betyder bokstavligen "den som förvaltar rätten". Ordet har använts på många olika sätt under historiens gång.
Titeln var i Norge fram till 2002, och i Danmark fram till 1919, en allmän beteckning för presidenten i en av flera medlemmar bestående rätt. Numera används den endast om den norske Høyesterettsjustitiarius.